# Еџвуд (Илиноис)
Еџвуд (енгл. Edgewood) град је у америчкој савезној држави Илиноис.

## Демографија
По попису из 2010. године број становника је 440, што је 87 (-16,5%) становника мање него 2000. године.
| Група             | 2000.       | 2010.       |
| Белци             | 523 (99,2%) | 420 (95,5%) |
| Афроамериканци    | 0 (0,0%)    | 0 (0,0%)    |
| Азијати           | 0 (0,0%)    | 7 (1,6%)    |
| Хиспаноамериканци | 3 (0,6%)    | 7 (1,6%)    |
| Укупно            | 527         | 440         |